# Verizon
Verizon Communications Inc. (/vəˈraɪzən/ və-RY-zən), este o companie americană de telecomunicație cu sediul în New York City. Este a doua cea mai mare companie de telecomunicație (după China Mobile) după venituri și rețeaua sa mobilă este cel mai mare operator de telefonie mobilă din Statele Unite, cu 114,8 milioane de abonați din 31 martie 2024.
Compania a fost formată în 1984 ca Bell Atlantic ca un rezultat al ruperii sistemului Bell în șapte companii, fiecare o Companie regională de operare Bell (CROB), referite obișnuit ca "Baby Bells". Compania a avut sediul inițial în Philadelphia și a operat în statele Pennsylvania, New Jersey, Delaware, Maryland, Virginia și West Virginia.
În 1997, Bell Atlantic s-a extins în statele New York și New England fuzionând cu colegul Baby Bell NYNEX. În timp ce Bell Atlantic a fost compania supraviețuitoare, compania fuzionată și-a mutat sediul din Philadelphia la fostul sediu al NYNEX în New York City. În 2000, Bell Atlantic a achiziționat GTE, care a operat companii de telecomunicație prin majoritatea restului țării nefiind deja în raza Bell Atlantic. Bell Atlantic, entitatea supraviețuitoare, și-a schimbat numele în Verizon, un portmanteau al veritas (Latină pentru "adevăr") și orizont.
În 2015, Verizon s-a extins în proprietărie de conținut prin achiziționarea lui AOL, iar doi ani mai târziu, a achiziționat Yahoo! Inc. AOL și Yahoo au fost amalgamate în o nouă divizie numită Oath Inc., care s-a redenumit Verizon Media în ianuarie 2019, și a fost desprinsă și redenumită Yahoo! Inc. după vânzarea sa la Apollo Global Management.
La data de 2016, Verizon este una din cele trei companii rămase cu rădăcini în fostele Baby Bells. Celelalte două, ca Verizon, există ca un rezultat al fuzionilor printre foști membri colegi Baby Bell. SBC Communications a cumpărat fostul părinte ale Baby Bells AT&T Corporation și a luat numele AT&T, iar CenturyLink a achiziționat Qwest (fostul US West) în 2011 și a devenit ulterior Lumen Technologies în 2020.